# Majroe
Majroe (Brassica rapa subsp. rapa) er en rodfrugt, der nedstammer fra vilde kålarter. Den voksede nærmest som ukrudt.
Man spiser selve knolden, der er 5-8 centimeter i diameter. Udvendig er den hvid med pink stænk omkring bladbasis, mens selve kødet er helt hvidt. Den indeholder C-vitamin og B6-vitamin.
Majroen spises enten rå i salater, dampet som garniture eller i sammenkogte retter.